# Azúcar mascabado

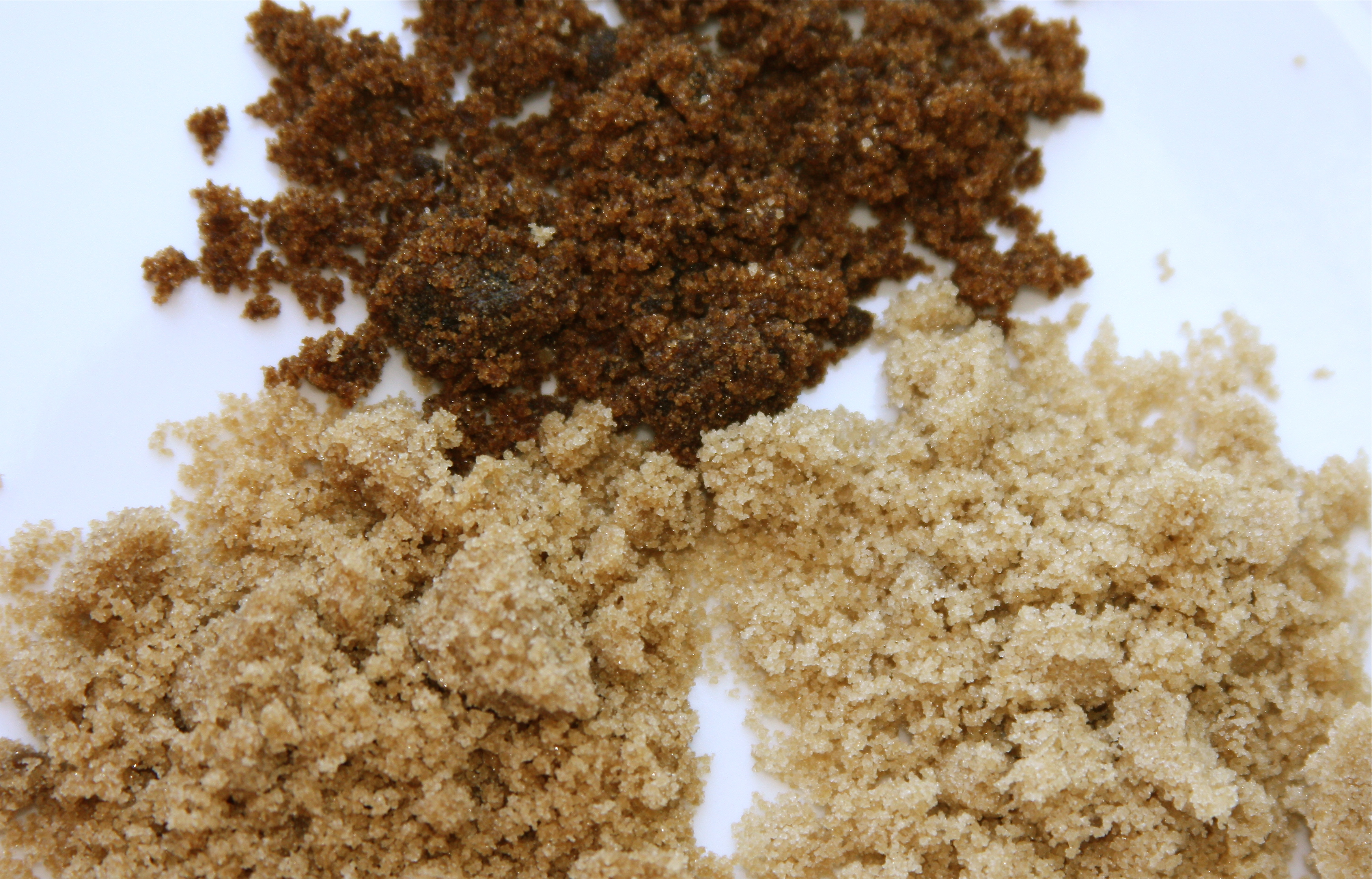
Ejemplos de azúcar morena: Mascabado (arriba), marrón oscuro (izquierda), marrón dorado (derecha)

El azúcar mascabado, moscabado o mascabo es azúcar no refinado o ligeramente refinado. Para fabricarlo se extrae el jugo de la caña de azúcar y se deja evaporar hasta conseguir un residuo seco que, al ser molido, consigue un sabor comparable al caramelo.
La principal diferencia entre este azúcar y los granulados, como los azúcares Demerara o el azúcar moreno (o morena) es el contenido de humedad. Este último es generalmente azúcar refinado al que se le añade cierta cantidad de melazas.[cita requerida]
El color del azúcar mascabado es oscuro, con una textura pegajosa. Además, contiene en pequeñas cantidades antioxidantes propios de la caña de azúcar, así como algunas vitaminas del complejo B, también minerales como el potasio, magnesio, hierro y calcio[cita requerida]. Sin embargo, la cantidad de sus nutrientes es insignificante en proporción a una cantidad de azúcar saludable.
El productor más grande y consumidor de azúcar mascabado está en la India.
Su valor calórico es prácticamente igual que el del azúcar refinado y está compuesta principalmente por sacarosa, cuya fórmula química es C12H22O11, El disacárido tiene un índice glucémico muy alto, equivalente al del azúcar blanco.

## Terminología[2]
Los nombres de origen ingleses e indios por este tipo de azúcar es Khandsari y Khand. Dentro de otras formas de inglés el nombre es Muscovado, el cual deriva del portugués açúcar mascavado (azúcar no refinado). 

### Sinónimos
- Mascabo
- Azúcar Crudo
- Azúcar Integral
- Azúcar Negra
- Azúcar Sin Refinar

### En otros idiomas
- Filipino: asukal na maskabado/muskobado/muscovado
- Francés: sucre muscovado
- Indostánico: kham̐ḍsārī (खँडसारी)
- Inglés: muscovado, brown sugar
- Italiano: Zucchero muscovado
- Portugués: Açúcar mascavo

## Usos
Se utiliza en el proceso de fabricación de alcoholes como el ron, y en pastelería como sustitutivo al azúcar blanco.

## Fabricación
El método de fabricación consiste, en un primer instante, en calentar el zumo extraído de la caña de azúcar. Se deja evaporar completamente el agua hasta conseguir un residuo seco que posteriormente se muele. Es similar a la panela.
En Argentina la Provincia con mayor producción de este azúcar es Misiones.